# Зелёный (Урюпинский район)
Зелёный — хутор в Урюпинском районе Волгоградской области России, в составе Окладненского сельского поселения.

## География
Хутор находится в степной местности, в пределах Хопёрско-Бузулукской равнины, при вершине балки Акчерня, на высоте около 140 метров над уровнем моря. 

Ландшафт суббореальный умеренно континентальный, типично-степной, ледниковый аккумулятивный. Для местности, в которой расположен хутор, характерны равнины пологоувалистые, среднечетвертичные, расчленённые, с балками, оврагами, сельскохозяйственными землями, участками байрачных дубовых лесов, луговых степей. Почвы — чернозёмы обыкновенные.

У хутора проходит местная автодорога город Урюпинск — хутор Долгий. По автомобильным дорогам расстояние до областного центра города Волгоград составляет 360 км, до районного центра города Урюпинска — 32 км.
Часовой пояс
Зелёный, как и вся Волгоградская область, находится в часовой зоне МСК (московское время). Смещение применяемого времени относительно UTC составляет +3:00.

## История
Первоначально известен под названием Японский, также Акчернский. В 1928 году хутор Японский (Акчернский) включён в состав Урюпинского района Хопёрского округа (упразднён в 1930 году) Нижне-Волжского края (с 1934 года — Сталинградского края, с 1936 года Сталинградской области). Хутор входил в состав Долговского сельсовета. По состоянию на 1 января 1936 года входил в состав поссовета зерносовхоза "Урюпинский". В 1938 году ликвидируется зерносовхоз «Урюпинский», поссовет при совхозе «Урюпинский» переименован в Окладинский сельсовет с центром на хуторе Окладинский. Наименование Зелёный населённому пункту присвоено не позднее 1945 года

## Население
| 2010 |
| ---- |
| 46   |

Динамика численности населения по годам:
| 1987 | 2002 |
| ---- | ---- |
| ≈110 | 80   |